# Colta (kanton)
Colta – kanton w Ekwadorze, w prowincji Chimborazo. Stolicą kantonu jest Cajabamba.